# اللغة النوية
اللغة النوية لغة نادرة يتكلم بها بعض الناس في جنوب إفريقيا في قرى متفرقة. واعتبارا من يناير 2013، لم يبق سوى بضع متكلمين بها.